# Années 120
Les années 120 couvrent la période de 120 à 129.

## Événements

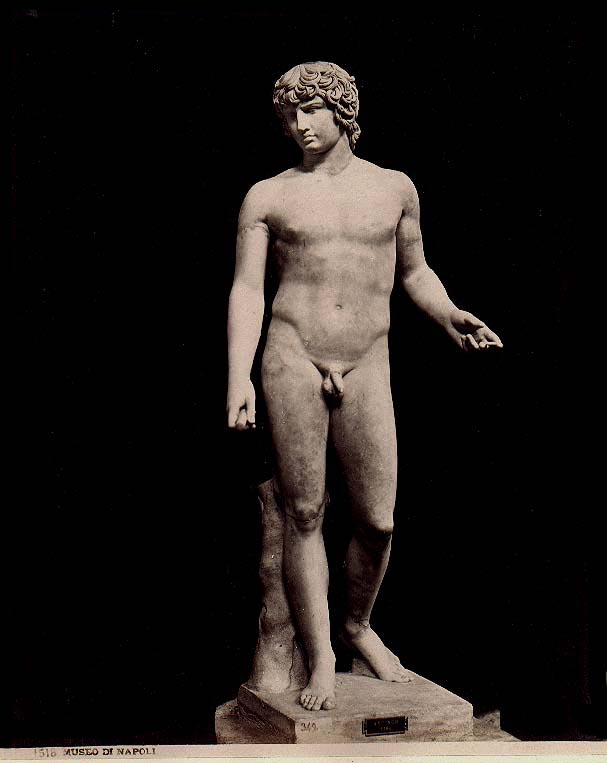
Antinoüs, musée archéologique de Naples

- 121-126 : Hadrien inspecte les provinces de l'Empire romain : Gaule, Germanie, Rhétie, Norique (121), Bretagne, Espagne (123)[1].
- 122 : renforcement du limes du Rhin. Début de la construction du mur d'Hadrien (122-127)[1].
- 124 : Gautamiputra Satakarni, un roi de la dynastie Andhra, détruit le royaume de Maharashtra près de Bombay. Il domine maintenant l'Inde centrale d'une côte à l'autre.
- 125-140 ou 150 : époque probable de rédaction du papyrus P52, qui contient deux passages du chapitre 18 de l'Évangile selon Jean[2].
- 128-134 : Hadrien inspecte les provinces : Afrique, Grèce, Asie Mineure, Égypte[1].

- Quatrième « concile » Bouddhique à Kundalavana au Cachemire, qui définit les fondements du bouddhisme du « Grand Véhicule »[3] (ou vers 100).

- Hadrien reçoit des ambassades de rois de Bactriane[4].

## Personnages significatifs
- Antinoüs
- Hadrien
- Suétone
- Télesphore (pape)